# Sejdozero
Il Sejdozero (russo: Сейдозеро; lingua sami di Kildin: Се̄ййдъяввьр, Sejjd"javv'r) è un lago nella parte centrale della penisola di Kola, nella Russia europea. Si trova nel territorio dell'oblast' di Murmansk. Nell'oblast' ci sono almeno altri 3 laghi chiamati Sejdozero o Sejd"javr.
Il lago è situato al centro del massiccio del Lovozero a un'altitudine di 189 m. Misura 8 km di lunghezza per una larghezza massima di 2,5. Il fiume di montagna Ėl'morajok sfocia nel lago, emissario è il fiume Sejd"javrjok, che porta le sue acque al Lovozero.